# Constant Joseph Brochart
Constant Joseph Brochart, né le 7 avril 1816 à Pecq (province de Hainaut) et mort le 5 mai 1899 à Paris 17e, est un artiste peintre français de compositions à personnages, sujets typiques et de portraits.

## Biographie
Il fait ses études à l'École des beaux-arts de Lille, puis vient à Paris où il expose dans différents salons entre 1845 et 1862. Personnage très réservé, on sait peu de chose sur lui à part les œuvres qu'on lui connait.
C'est dans un coloris pétillant qu'il traite des sujets aussi différents que Bacchanales – La Vierge aux roses – La biche blessée – Le baiser du soleil et des scènes orientales, dont Souvenirs d'Alger – L'oracle de Kabylie, et les nombreux portraits mondains tel celui de Christine Nilson, du Théâtre lyrique impérial.

## Musées
Lille : Ondine près d'une cascade.